# The Observator
The Observator est un journal anglais créé en 1681 par le journaliste royaliste Roger L'Estrange, puis refondé en 1702 sous une forme entièrement différente par le journaliste et écrivain John Tutchin (1660 - 1707), puritain et proche du parti whig.

## Histoire
Fondé en 1702 au moment où Anne de Grande-Bretagne succède à Guillaume III, le journal se pose en spécialiste des dénonciations des erreurs du Parti Tory.  Il est écrit sous la forme d'un dialogue entre deux personnages, "Mr. Observator" et "Countryman". Son fondateur reprend le titre d'un journal monarchiste qui avait été fondé en 1681 par Sir Roger L'Estrange. Cet emprunt lui vaut les attaques du journal The Rearsal, fondé deux ans plus tard, en 1704, par Charles Leslie.
En décembre 1703, The Observator est attaqué en diffamation pour ses critiques contre le parlement, ce qui oblige, en mai 1704, Tutchin à fuir en France puis à contacter Robert Harley, figure du Parti Tory mais proche de plusieurs politiciens whig, parmi lesquels John Arbuthnot, ce qui permet à John Tutchin d'échapper aux sanctions en faisant valoir des vices de procédure.